# Metadistichophyllum
Metadistichophyllum là một chi rêu trong họ Hookeriaceae.